# Inoue Kohei
Kohei Inoue (sinh ngày 5 tháng 10 năm 1978) là một cầu thủ bóng đá người Nhật Bản.

## Sự nghiệp câu lạc bộ
Kohei Inoue đã từng chơi cho JEF United Ichihara, Albirex Niigata và Sagawa Express Tokyo.